# Zahme-Sau-Nachtjagdverfahren
Zahme Sau war eine Taktik der Nachtjagd der deutschen Luftwaffe im Zweiten Weltkrieg. Das Verfahren ersetzte und ergänzte ab 1944 die „Wilde Sau“. Entwickler war Oberst Victor von Loßberg.

## Vorgeschichte
Nachdem sich die „Wilde Sau“ nur bedingt bewährt hatte und reichsweit ohnehin nicht durchführbar war, musste man nach neuen Verfahren suchen, um die stetig angreifenden Bomberströme des britischen Bomber Command aufzuhalten. Die geführte Nachtjagd fiel weitestgehend aus. Die dafür notwendigen Radargeräte, etwa das Würzburg-Gerät, wurden durch den massenhaften Abwurf von Stanniolstreifen aus den Bombern gestört, mit verheerenden Folgen bei den Angriffen auf Hamburg Ende Juli 1943. Diese britische Störmaßnahme lief unter dem Tarnnamen „Window“ (deutsche Bezeichnung „Düppel“). Auch die Freya-Geräte sprachen auf Window an. Mit ihnen war das Heranführen eigener Jagdverbände für einen Angriff schon wegen ihrer Ungenauigkeit bei der Höhenbestimmung des Ziels schwierig und bei Einsatz von Window gänzlich unmöglich. Die Geräte konnten lediglich zur Frühwarnung dienen. Eine Lösung war das von Oberst Lossberg entwickelte Verfahren „Zahme Sau“.

## Verfahrensweise
Sobald ermittelt war, dass ein Bombenangriff bevorstand, sammelte die deutsche Luftwaffe größere Jagdverbände, meist in Staffelstärke, über verschiedenen Funkfeuern im besetzten Westeuropa entlang der Atlantik- und Nordseeküste. Die Bodenstationen führten die Jagdverbände schließlich bis zu den durch Düppel-Wolken markierten Einflugwegen. Ab hier sollten die Jäger mit ihrem Bordradar eigenständig den Bomberverband suchen. Eine Leitung durch die Bodenstellen fand nicht statt, da diese ab diesem Zeitpunkt Jäger, Bomber und Düppel nicht mehr voneinander unterscheiden konnten. 
Grundlage für die Einsetzbarkeit der Bordradare der deutschen Nachtjäger war die Erkenntnis einiger Bordfunker, dass sich die abgeworfenen Stanniolstreifen rasch auf den Jäger zubewegten, wenn dieser die Wolke durchquerte oder auf sie zuflog, während ein sich vor dem Jäger befindender Bomber je nach Geschwindigkeit nur langsam näher kam. So war es möglich, die Düppel auszublenden und die Bomber zu lokalisieren, weil die reflektierten Radarpulse zwischen Düppel und Jäger einerseits, Bomber und Jäger andererseits durch die unterschiedlichen Annäherungsgeschwindigkeiten zwischen den einzelnen Objekten auch unterschiedlich dopplermoduliert wurden (Frequenzverschiebung). Dies war bereits seit den Angriffen auf Hamburg im Sommer 1943 bekannt, aber ein gültiges Einsatzverfahren gab es seinerzeit noch nicht.
Ebenfalls entscheidend für den Erfolg des Verfahrens war die Verbesserung der Bordradargeräte. Während die ersten Versionen des Lichtenstein-Gerätes etwa einen 35°-Winkel vor dem Jäger abdeckten und eine maximale Reichweite von 3500 m hatten, konnten neuere Geräte bereits 120°-Winkel sichtbar machen und Reichweiten bis zu 10.000 m abdecken.

## Wirkung und Nachteile
Die Wirkung dieses Verfahrens war enorm, da das Stören des deutschen Radar durch die Wolken aus Stanniolstreifen (Window) deutlich geringeren Schutz bot. Die Jagdverbände griffen geschlossen an (Rudeltaktik), anders als bei der geführten Nachtjagd, in der die Jäger einzeln an Bomber herangeführt wurden. Die durch die Alliierten noch gegen die „Wilde Sau“ erfolgreich angewandte Combatbox wurde weitgehend wirkungslos, da die schwarz und grau getarnten Jäger meist erst zu erkennen waren, wenn ihre Leuchtspurgeschosse sichtbar wurden.
Eine weitere Neuerung war die Schräge Musik: Dabei wurden zwei bis vier MGs oder Maschinenkanonen schräg nach oben feuernd eingebaut. Damit ausgerüstete Nachtjäger näherten sich den Bombern von unten und schossen nach oben, meist in die Tragflächen des Ziels. Damit entging man dem Feuerbereich des Heckschützen (der mit bis zu vier schweren MG meist der am schwersten bewaffnete Schütze an Bord der Bomber war) sowie den seitlichen Schützen. Die Schräge Musik verzichtete auf Leuchtspurgeschosse, so dass die Nachtjäger selbst während des Angriffs weitgehend unsichtbar blieben.
Obwohl es zuweilen vorkam, dass sich die nach Radar fliegenden Jäger gegenseitig abschossen („Friendly Fire“), weil sie eigene Maschinen für Feindmaschinen hielten, war die „Zahme Sau“ alles in allem das erfolgreichste Nachtjagdverfahren des gesamten Krieges. Die späte Einführung dieses Verfahrens, der Mangel an gut ausgebildeten Piloten und der Mangel an neuen Maschinen verhinderte, dass dieses Verfahren zumindest den nächtlichen Luftkrieg zugunsten Deutschlands hätte wenden können. Erschwerend kam hinzu, dass die Royal Air Force mit der Zeit dazu überging, eigene Nachtjäger weiträumig um die Bomberströme zu verteilen, so dass einige Jäger selbst zu Gejagten wurden.